# 제2고사특과단
제2고사특과단(일본어: 第2高射特科団 다이니고샤톳카단[*], 영어: JGSDF 2nd Antiaircraft Artillery Brigade)는 육상자위대 서부방면대 예하 고사특과단이다.

## 역사
1973년 8월 1일, 제3고사특과군을 편성한 제2고사단이 창설되었다. 9월 10일에 기타쿠마모토 주둔지의 제304무선유도기대가 전속하였다.
1974년 8월 1일, 다케마쓰 주둔지에서 제7고사특과군이 창설되었다.
1976년 8월 20일, 제2고사특과단으로 개명되었다.
1978년 11월 8일, 제304무선유도기대가 이즈카 주둔지로 이사하였다.
2003년 3월 27일, 후방지원체제 변경에 따라 정비부문이 서부방면후방지원대 제102고사직접지원대대에 넘어갔다.
2013년 3월 21일, 대공전투지휘통제장치가 배치되었다.
2015년 3월 26일, 제3고사특과군에 03식 지대공 미사일이 배치되었다.
2016년 구마모토 지진 발생에 대응하여 4월 16일부터 5월 9일까지 구조활동으로 출동하였다.
2018년 3월, 제7고사특과군에 03식 지대공 미사일이 배치되었다.
2019년 3월 26일, 제3고사특과군 344고사중대가 아마미 주둔지로 이사하였다.

## 부대
- 단 본부 및 본부관리중대 - 이즈카 주둔지
- 제3고사특과군
  - 군 본부 및 본부관리중대 - 이즈카 주둔지
  - 제344고사중대 - 아마미 주둔지
  - 제345고사중대
  - 제313고사중대
  - 제314고사중대
  - 제303과사반송통중대
- 제7특과군
  - 군 본부 및 본부관리중대 - 다케마쓰 주둔지
  - 제327고사중대
  - 제328고사중대
  - 제346고사중대
  - 제307과사반송통중대
- 제304무선유도기대 - 이즈카 주둔지

## 계보
- 1973년 8월 1일
  - 일본어: 第2高射団 다이니코샤단[*]
  - 영어: JGSDF 2nd Antiaircraft Brigade
- 1976년 8월 20일
  - 일본어: 第2高射特科団 다이니코샤톳카단[*]
  - 영어: JGSDF 2nd Antiaircraft Artillery Brigade

## 참고
1. 1 2  “飯塚駐屯地歴史” (일본어). 2019년 8월 26일에 확인함.
2. ↑  “奄美駐屯地における新編行事” (일본어). 陸上自衛隊. 2019년 3월 31일. 2019년 4월 6일에 확인함.